# Airis
Airis (geboortenaam Laura Van den Bruel, Morkhoven, 19 januari 1995) is een Belgische zangeres bekend van de hit Wonderful. Airis vertegenwoordigde als 16-jarige België tijdens het Eurovisiesongfestival 2012 in Bakoe (Azerbeidzjan) onder de naam Iris.
Airis maakt nu deel uit van de Scherpenheuvelse band "Mutox" als leadzangeres.

## Biografie
In 2013 besloot Van den Bruel om verder te gaan met een nieuwe platenfirma Mostiko en dit weer onder de artiestennaam Airis. De eerste single werd Tomorrow I'll be OK. Die werd begin 2014 vervolgd door Lost for one day.
In 2015 besloot Airis om haar nieuwe single uit te brengen in eigen beheer, dat resulteerde in de single Heartbreaker, waarbij ook een bijhorende videoclip werd opgenomen.
In 2016 werd deze opgevolgd door de single I'll Stand By You.

## Eurovisiesong
Airis die afkomstig is uit Antwerpse Noorderwijk stelde op 17 maart 2012 twee singles voor tijdens een liveshow: Safety Net en Would you. De kijkers konden stemmen op hun favoriete nummer om Iris mee naar het Eurovisiesongfestival te sturen. 53% koos voor Would You. 
Uiteindelijk kwam Airis in Bakoe niet verder dan de halve finale. Ze eindigde op de 17e (voorlaatste) plaats met 16 punten. Ze behaalde hiermee het op één na laagste puntentotaal van beide halve finales.

## Discografie

### Albums
| Album met hitnotering(en) in de Vlaamse Ultratop 200 albums | Datum van verschijnen | Datum van binnenkomst | Hoogste positie | Aantal weken | Opmerkingen |
| ----------------------------------------------------------- | --------------------- | --------------------- | --------------- | ------------ | ----------- |
| Seventeen                                                   | 27-04-2012            | 05-05-2012            | 30              | 6            |             |

### Singles
| Single met hitnotering(en) in de Vlaamse Ultratop 50 | Datum van verschijnen | Datum van binnenkomst | Hoogste positie | Aantal weken | Opmerkingen                           |
| ---------------------------------------------------- | --------------------- | --------------------- | --------------- | ------------ | ------------------------------------- |
| Wonderful                                            | 09-05-2011            | 03-09-2011            | 28              | 5            |                                       |
| Would you                                            | 19-03-2012            | 07-04-2012            | 19              | 5            | Nr. 2 in de Radio 2 Top 30, als Iris  |
| Welcome to my world                                  | 11-06-2012            | 30-06-2012            | tip12           | -            | Nr. 24 in de Radio 2 Top 30, als Iris |
| Tomorrow I'll be OK                                  | 2013                  | 10-08-2013            | 27              | 5            |                                       |
| Lost for One Day                                     | 2014                  | 02-03-2014            | 50              | 1            |                                       |
| Heartbreaker                                         | 08-09-2015            | 17-10-2015            | tip88           | -            |                                       |
| I'll Stand By You                                    | 20-04-2016            | -                     | -               | -            |                                       |

1956: Fud Leclerc + Mony Marc · 
1957: Bobbejaan Schoepen · 
1958: Fud Leclerc · 
1959: Bob Benny · 
1960: Fud Leclerc · 
1961: Bob Benny · 
1962: Fud Leclerc · 
1963: Jacques Raymond · 
1964: Robert Cogoi · 
1965: Lize Marke · 
1966: Tonia · 
1967: Louis Neefs · 
1968: Claude Lombard · 
1969: Louis Neefs · 
1970: Jean Vallée · 
1971: Lily Castel & Jacques Raymond · 
1972: Serge & Christine Ghisoland · 
1973: Nicole & Hugo · 
1974: Jacques Hustin · 
1975: Ann Christy · 
1976: Pierre Rapsat · 
1977: Dream Express · 
1978: Jean Vallée · 
1979: Micha Marah · 
1980: Telex · 
1981: Emly Starr · 
1982: Stella · 
1983: Pas de Deux · 
1984: Jacques Zegers · 
1985: Linda Lepomme · 
1986: Sandra Kim · 
1987: Liliane Saint-Pierre · 
1988: Reynaert · 
1989: Ingeborg · 
1990: Philippe Lafontaine · 
1991: Clouseau · 
1992: Morgane · 
1993: Barbara · 
1995: Frédéric Etherlinck · 
1996: Lisa del Bo · 
1998: Mélanie Cohl · 
1999: Vanessa Chinitor · 
2000: Nathalie Sorce · 
2002: Sergio & The Ladies · 
2003: Urban Trad · 
2004: Xandee · 
2005: Nuno Resende · 
2006: Kate Ryan · 
2007: The KMG's · 
2008: Ishtar · 
2009: Copycat · 
2010: Tom Dice · 
2011: Witloof Bay · 
2012: Iris · 
2013: Roberto Bellarosa · 
2014: Axel Hirsoux · 
2015: Loïc Nottet · 
2016: Laura Tesoro · 
2017: Blanche · 
2018: Sennek · 
2019: Eliot · 
2021: Hooverphonic · 
2022: Jérémie Makiese · 
2023: Gustaph · 
2024: Mustii · 
2025: Red Sebastian